# مردمان سنینکه
مردمان سنینکه شاخه‌ای از مردمان مانده‌اند که به زبان‌های سنینکه و مانده سخن می‌رانند. پادشاهی غنا را نیاکان سنینکه در نیمه سدهٔ هشتم میلادی بنیادنهادند. بزرگان این قوم در میان مردمان جنوب صحرای آفریقای غربی، نخستین کسانی بودند که اسلام آوردند. پذیرش اسلام از سوی آنان بر اثر تماس با بازرگانان مرابطان بود. آنان پیشتر باورهای روح‌باورانه داشتند. مذهب آنان تسنن است.